# Trifenilmetil-hlorid
Trifenilmetil hlorid ili tritil hlorid je bela čvrsta materija sa hemijskom formulom . Ona je alkil halid, koji se ponekad koristi za uvođenje tritil zaštitne grupe.

## Priprema
Trifenilmetil hlorid je komercijalno dostupan. On može biti pripremljen reakcijom trifenil metanola sa acetil hloridom, ili putem Fridel-Kraftsove alkilacije benzena sa ugljen tetrahloridom čime nastaje tritil hlorid-aluminijum hlorid kompleks, koji se onda hidrolizuje.

## Reakcije
Trifenilmetil natrijum može biti pripremljen iz tritil hlorida i natrijuma:
Reakcija sa srebro heksafluoro fosfatom daje trifenilmetil heksafluoro fosfat.

## Literatura
1. ↑   уреди
2. ↑  Evan E. Bolton; Yanli Wang; Paul A. Thiessen; Stephen H. Bryant (2008). „Chapter 12 PubChem: Integrated Platform of Small Molecules and Biological Activities”. Annual Reports in Computational Chemistry. 4: 217—241. doi:10.1016/S1574-1400(08)00012-1.
3. ↑  W. E. Bachmann; C. R. Hauser; Boyd E. Hudson, Jr. (1955). „Triphenylchloromethane”. Org. Synth.; Coll. Vol., 3, стр. 841
4. ↑  W. B. Renfrow Jr and C. R. Hauser (1943). „Triphenylmethylsodium”. Org. Synth.; Coll. Vol., 2, стр. 607